# Pferdekutschenbrunnen

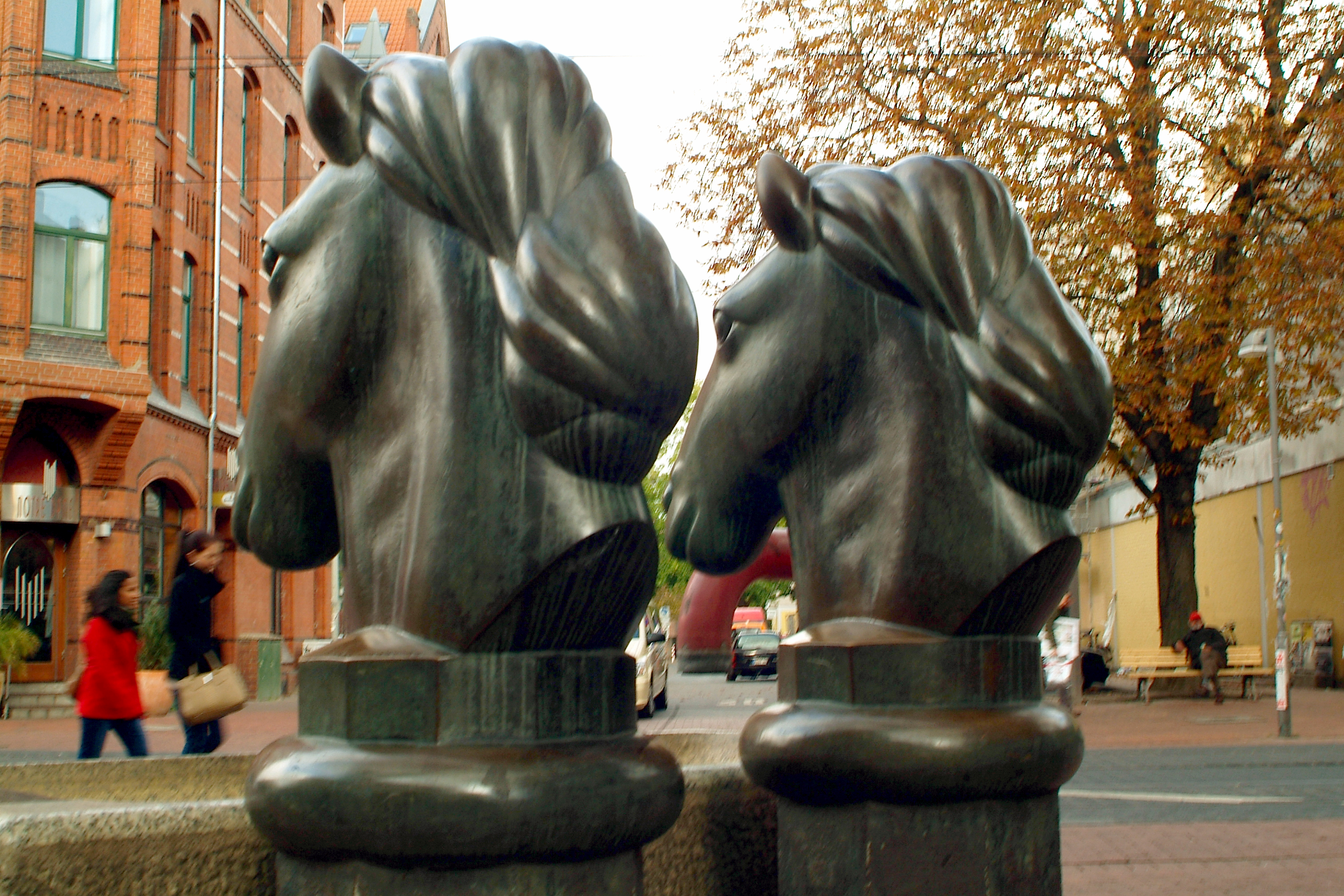
Die beiden Pferdeköpfe am Brunnen sind Schachfiguren nachempfunden

Der Pferdekutschenbrunnen in Hannover ist eine Brunnenanlage an der Limmerstraße Ecke Kötnerholzweg im Stadtteil Linden-Nord. Der Bildhauer Max Sauk schuf das Brunnenensemble in den Jahren 1978/79.

## Geschichte

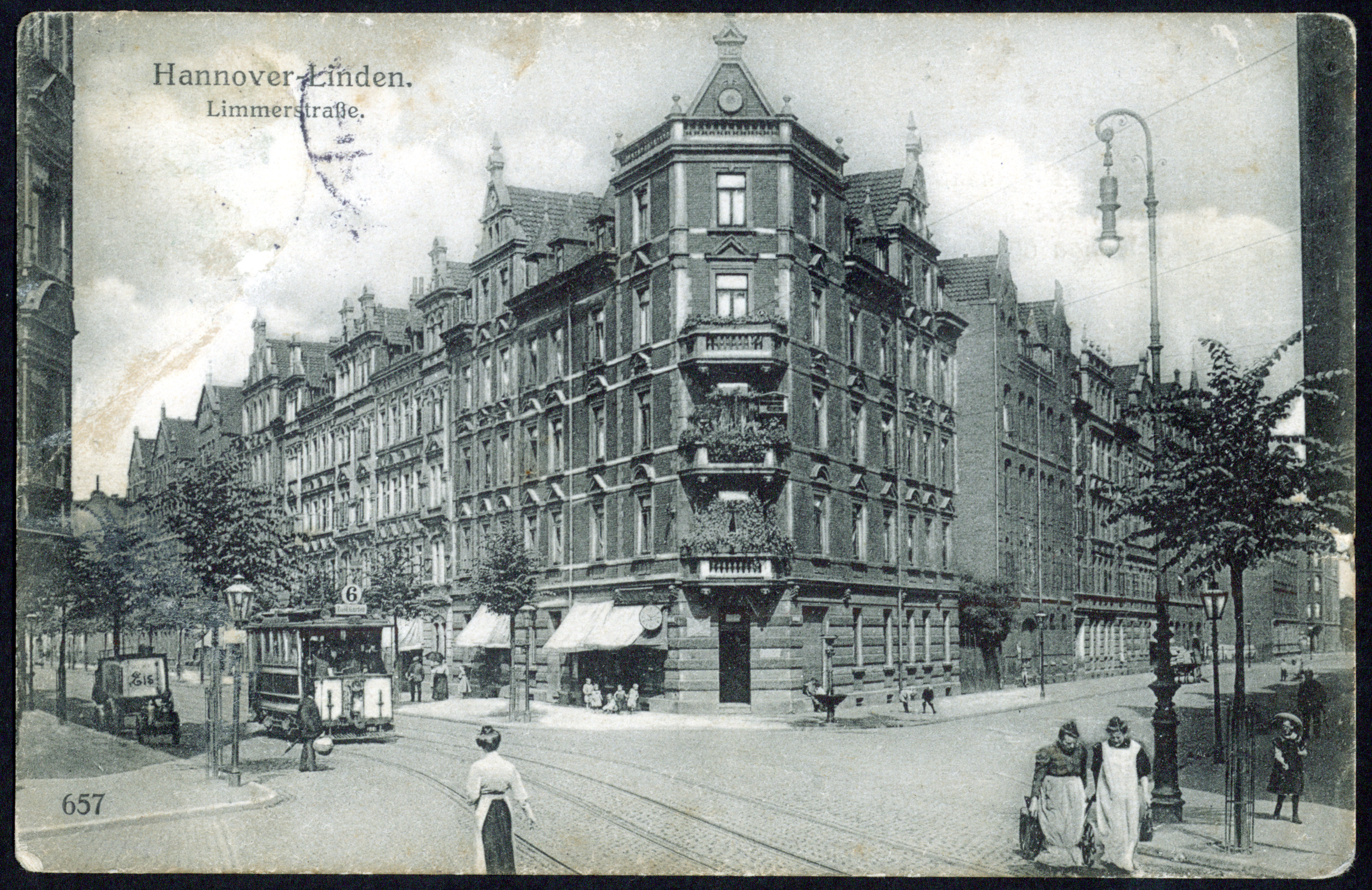
Historischer Brunnen auf der schräg gegenüberliegenden Straßenseite;
Ansichtskarte Nr. 657, anonym, um 1900

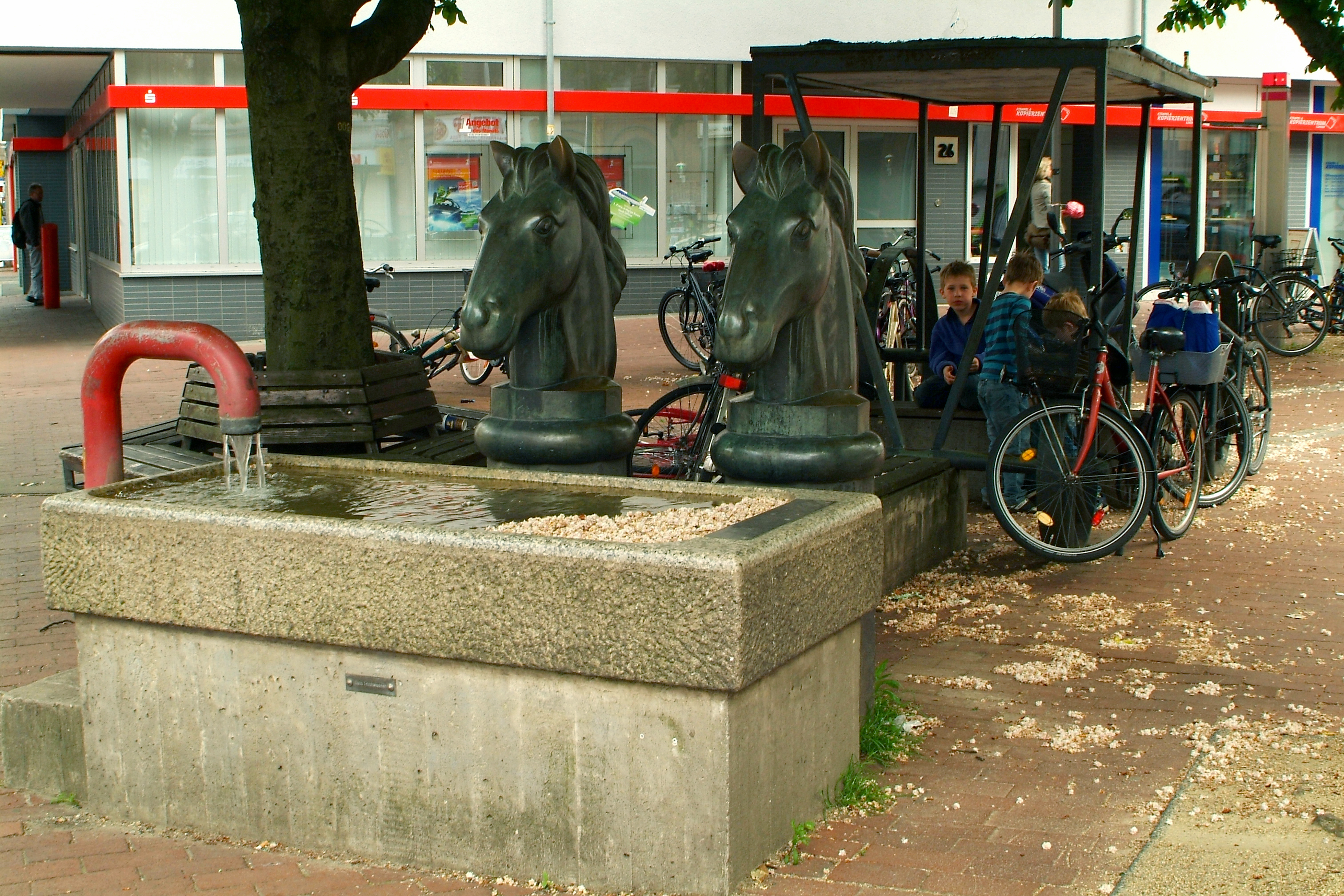
Die Bänke der mit dem Brunnen geschaffenen „Pferdekutsche“ dienen kleinen Kindern trotz zeitweiliger Umnutzung als Fahrradabstellanlage zum Spielen

Als Kunst im öffentlichen Raum erinnert der 1979 installierte Brunnen mit seinen zwei Pferdeköpfen in Form von Schachfiguren an historische Zeiten: Vor dem Ausbau der hannoverschen Stadtbahn, der Nutzung von Fahrrädern und dem Massengebrauch von Automobilen dienten vor allem Pferde zur schnellen Fortbewegung und zum Transport schwerer Lasten. Insbesondere ab dem Beginn der Industrialisierung wurden deshalb zur Versorgung der Pferde mit Wasser an vielen Stellen in der Stadt öffentliche Brunnen als Tränke aufgestellt. So zeigt etwa eine Ansichtskarte aus der Zeit um 1900 eine historische Tränke auf der der heutigen Brunnenanlage schräg gegenüberliegenden Ecke des Kötnerholzweges. 
Der Pferdekutschenbrunnen erinnert zudem an die ehemalige Poststation am Orte.
Hinter den Pferdeköpfen des Brunnens ist aus Stahl eine Kutsche angedeutet, die eine Sitzbank überdacht. Dadurch kann das Kunstwerk den Wartenden an der Bushaltestelle dienen.